# 윌리엄 호퍼
윌리엄 호퍼(William Hopper, 1915년 1월 23일 ~ 1970년 3월 6일)는 미국의 배우이다.

## 출연 작품
- 페리 메이슨 (1957)
- 죽음의 사마귀 (1957)
- 지구에서 2천만 마일 (1957)
- 나쁜 종자 (1956)
- 딜론 보안관 (1955)
- 우주 정복 (1955)
- 이유없는 반항 (1955)
- 비상착륙 (1954)
- 에어 포스 (1943)
- 성조기의 행진 (1942)
- 철완 짐 (1942)
- 네이비 블루스 (1941)
- 블루스 인 더 나잇 (1941)
- 맨파워 (1941)
- 하이 시에라 (1941)
- 말타의 매 (1941)
- 버지니아 시티 (1940)
- 캐슬 온 더 허드슨 (1940)
- 역마차 (1939)
- 딕 트레이시 (1937)
- 빅 브로드캐스트 오브 1937 (1936)